# تصوير الأوعية بالرنين المغناطيسي
تصوير الأوعية بالرنين المغناطيسي (بالإنجليزية Magnetic resonance angiography (MRA)) هُوَ مَجموعة مِن التِّقنيات القائِمة عَلى التصوير بالرنين المغناطيسي (MRI) لِتَصوير الأوعية الدموية. يُستخدم تَصوير الأوعية بالرنين المغناطيسي لإعطاء صُور الشرايين (والأوردة الأقل شيوعاً) مِن أجل تَقييمها كالتضيق (تضييق غير طبيعي)، انسداد، تمدد الأوعية الدموية (توسع جدار الوعاء، في خطر التمزق) أوأي تشوهات أخرى. وغالباً ما يُستخدم لِتقييم شرايين الرقبة والدماغ، والشريان الأورطي الصدري والبطني، والشرايين الكلوية، والساقين (وغالباً ما يشار إلى الفحص الأخير باسم "الجريان").

## اكتساب
مجموعة متنوعة من التقنيات يمكن استخدامها لتحصيل الصور من الأوعية الدموية، سواء الشرايين والأوردة، بناء على تأثير التدفق أو عكسه. وينطوي تصوير الأوعية بالرنين المغناطيسي على استخدام وسط تباين في التصوير بالرنين المغناطيسي في الوريد، ولا سيما تلك التي تحتوي على غادولينيوم لتقصير ارتخاء الشبيكة التدويمية من الدم إلى حوالي 250 مللي ثانية الأقصر من جميع الأنسجة الأخرى (باستثناء الدهون)، هناك العديد من التقنيات الأخرى لأداء تصوير الأوعية بالرنين المغناطيسي، ويمكن تصنيفها إلى مجموعتين أساسيتين: أساليب «تعتمد على التدفق» وطرق «لا تعتمد على التدفق».

### تصوير الأوعية اعتمادية التدفق
تستند مجموعة واحدة من أساليب تصوير الأوعية بالرنين المغناطيسي على تدفق الدم. ويشار إلى هذه الأساليب باسم «تصوير الأوعية اعتمادية التدفق». بالاستفادة من حقيقة أن الدم داخل الأوعية الدموية تتدفق لتمييزها عن الأنسجة الأخرى. وبهذه الطريقة، يمكن إصدار صور للأوعية الدموية. ويمكن تقسيمها إلى فئات مختلفة: هناك مرحلة النقيض MRA (PC-MRA) التي تستخدم الاختلافات لتمييز الدم عن الأنسجة الثابتة و (TOF MRA) الذي يستغل تحرك الدم، على سبيل المثال عند تصوير شريحة رقيقة.
(TOF MRA)أو تدفق الأوعية الدموية، يستخدم وقت صدى قصير وتدفق التعويض لجعل الدم المتدفق أكثر إشراقا من الأنسجة الثابتة. كما يدخل الدم المتدفق المنطقة التي يجري تصويرها وشهدت عددا محدودا من نبضات الإثارة بحيث تكون غير مشبعة، وبالتالي يعطيها إشارة أعلى بكثير من الأنسجة الثابتة المشبعة. وبما أن هذه الطريقة تعتمد على تدفق الدم، فإن المناطق ذات التدفق البطيء (مثل تمدد الأوعية الدموية الكبيرة) أو التدفق الموجود على TOF قد لا يكون مرئيا بشكل جيد. وهو الأكثر شيوعا في الرأس والرقبة ويعطي دقة عالية في الصور.

### تصوير التباين الطوري
يمكن استخدام مرحلة التباين الطوري لترميز سرعة نقل الدم في مرحلة إشارة الرنين المغناطيسي. والطريقة الأكثر شيوعا لتشفير السرعة هي تطبيق التدرج ثنائي القطب بين نبضة الإثارة والقراءات. يتم تشكيل التدرج ثنائي القطب من قبل اثنين من الفصوص المتماثلة من منطقة متساوية. وبحسب التعريف، فإن المساحة الكلية تكون خالية:

## وصلات خارجية
- Magnetic+Resonance+Angiography في المكتبة الوطنية الأمريكية للطب نظام فهرسة المواضيع الطبية (MeSH).